# Утев, Алишер Алибиевич
Алишер Алибиевич Утев (род. 17 мая 1988, Каратау, Жамбылская область, Казахстан) — казахстанский кинорежиссёр, сценарист, продюсер.

## Биография
Родился 17 мая 1988 года в Каратау (Жамбылская область).
Учился в Университете имени Сулеймана Демиреля.
В составе различных казахстанских команд КВН становился чемпионом Республиканской лиги (2008), межрегиональной лиги «Астана» (2012), центральной лиги «Поволжье» (2013).
С 2009 по 2011 года работал автором и актёром в скетч-шоу «No comments», был сценаристом эпизодов ситкома «Айналайын» (продюсер Акан Сатаев).
С 2010 по 2012 года был автором и актёром юмористических шоу «Субботник» и «Тематик».
Работал над проектом «Большая разница в Казахстане» и был сценаристом эпизодов сериала «ВУЗеры».
С 2013 по 2017 года — главный сценарист, исполнительный продюсер вечернего шоу «Түнгі студия».
В 2016 году написал сценарий и выступил исполнительным продюсером комедии «Бизнес по-казахски», которая в последующем превратилась в самую прибыльную казахстанскую кинофраншизу.
В интервью Esquire Kazakhstan актриса и продюсер Асель Садвакасова назвала Алишера Утева «сценаристом-миллионником» отечественного кино из-за высоких сборов проектов, над которыми он работал.
В 2019 году Алишер Утев дебютировал в качестве режиссёра полнометражного фильма, написав сценарий и сняв комедию «Брат или брак 2».
В 2021 году представил свой первый веб-сериал «Сержан Братан», снятый специально для Salem Social Media. «Сержан Братан» стал одним из самых популярных сериалов в Казахстане, набрал суммарно около 50 миллионов просмотров. Как заявлял генеральный директор Salem Social Media Рустам Юсупов, «Сержан Братан» — единственный сериал в Казахстане, который привел 600 тысяч подписчиков на YouTube-канал за 2 месяца.
В ноябре 2021 года Алишер Утев представил свой второй веб-сериал, снятый для Salem Social Media. Он получил название «5:32» и основан на реальных историях казахстанских маньяков. Алишер Утев выступил в качестве режиссёра, сценариста и продюсера..
Женат, есть сын. Увлекается бразильским джиу-джитсу.

## Фильмография
| Год  | Фильм                   | Статус   | Статус   | Статус    |
| Год  | Фильм                   | Режиссёр | Продюсер | Сценарист |
| ---- | ----------------------- | -------- | -------- | --------- |
| 2016 | «Бизнес по-казахски»    |          | Да       | Да        |
| 2017 | «Брат или брак»         |          | Да       | Да        |
| 2018 | «Каникулы в Таиланде»   |          | Да       | Да        |
| 2019 | «Брат или брак 2»       | Да       |          | Да        |
| 2019 | «Ва-Банк»               | Да       |          | Да        |
| 2020 | «Жаным, ты не поверишь» |          |          | Да        |
| 2021 | «ТойХана»               | Да       |          | Да        |
| 2021 | «5:32»                  | Да       | Да       | Да        |
| 2023 | «1286»                  | Да       | Да       | Да        |

Его фильм «Брат или брак 2» занял первое место в казахском бокс-офисе за первую неделю, заработав 288 миллионов тенге.
Фильм «Ва-банк» за две недели в интернете набрал 3,5 миллиона просмотров.
Комедия «ТойХана» вышла в прокат 18 ноября 2021 года.

### Веб-сериалы
- 2021 — «Сержан Братан». Выступил в роли режиссера, сценариста и продюсера.
- 2021 — «5:32». Выступил в роли режиссера, сценариста и продюсера.
- 2023 — «1286». Выступил в роли режиссера, сценариста и продюсера.

## Примечание
1. ↑  tengrinews.kz. Франшизы "Бизнес по-казахски" и "Брат или брак" - лидеры казахстанского бокс-офиса. Главные новости Казахстана - Tengrinews.kz (3 апреля 2019). Дата обращения: 9 мая 2020. Архивировано 3 апреля 2019 года.
2. ↑  Такая картина. Esquire (16 февраля 2018). Дата обращения: 9 мая 2020. Архивировано 19 сентября 2020 года.
3. 1 2  Serjan Bratan. salemsocial.kz. Дата обращения: 19 марта 2021. Архивировано 29 октября 2021 года.
4. ↑  tengrinews.kz. Получит ли "Сержан Братан" продолжение? Большое интервью создателей сериала. Главные новости Казахстана - Tengrinews.kz (31 мая 2021). Дата обращения: 21 ноября 2021. Архивировано 21 ноября 2021 года.
5. ↑  Вышел трейлер сериала «5:32». brod.kz. Дата обращения: 21 ноября 2021. Архивировано 21 ноября 2021 года.
6. ↑  5:32. salemsocial.kz. Дата обращения: 21 ноября 2021. Архивировано 21 ноября 2021 года.
7. ↑  Алишер Утев - биография и возраст - кинопортал Бродвей. brod.kz. Дата обращения: 7 мая 2020. Архивировано 22 июля 2020 года.
8. ↑  tengrinews.kz. Фильм "Брат или брак 2" стал доступен для бесплатного просмотра на ivi. Главные новости Казахстана - Tengrinews.kz (21 июня 2019). Дата обращения: 8 мая 2020. Архивировано 22 января 2021 года.
9. ↑  Интервью с казахстанским режиссёром Алишером Утевым | Кинобизнес - Новости Казахстана и мира на сегодня. 24.kz (7 мая 2020). Дата обращения: 8 мая 2020. Архивировано 23 июня 2021 года.
10. ↑  Куралай Анарбекова стала блондинкой и пошла ва-банк: поклонники заинтригованы. Дата обращения: 8 мая 2020. Архивировано 27 ноября 2020 года.